# Suzee Ikeda
Suzee Ikeda (* 25. August 1947 in Chicago als Susan Wendy Ikeda) ist eine US-amerikanische ehemalige Sängerin und Musikproduzentin. Sie war die erste Motown-Künstlerin asiatischer Herkunft.

## Leben
Suzee Ikeda kam 1947 in Chicago zur Welt. Ihr in Seattle geborener Vater Owen (1924–2016) und ihre in Los Angeles geborene Mutter Nancy († 2011) waren beide japanischer Abstammung. Ikeda wuchs in Los Angeles auf und besuchte dort die Garfield High School, wo sie im Schulchor sang.
Einer ihrer High-School-Lehrer, Arthur Freeman, stellte sie seinem Bruder, dem Arrangeur, Bandleader und A&R-Direktor Ernie Freeman vor, durch den sie bei Plattenfirmen wie Capitol und Liberty vorsingen konnte. Sie war bei Aufnahmesessions von Frank Sinatras Strangers in the Night und dem Weihnachtsalbum der Supremes anwesend.
Mit dem Songwriter und Produzenten Hal Davis nahm Ikeda Ende der 1960er einige Demoaufnahmen für Motown auf, darunter Don't Make Me Live Without Your Love, Can't Erase the Way I Feel und Tell Me How I'm Gonna Make It, die alle unveröffentlicht blieben. Das Produzententeam Holland–Dozier–Holland verschaffte ihr einen Solo-Vertrag bei Motown, was sie zur ersten Künstlerin des Labels mit asiatischen Wurzeln machte. Im Oktober 1971 erschien bei dem Tochterlabel MoWest ihre erste Single, eine Coverversion von Zip-A-Dee-Doo-Dah aus dem Film Onkel Remus’ Wunderland  (Song of the South). Die B-Seite, Bah-Bah-Bah, war ein von Patrice und Brenda Holloway geschriebenes Stück, das ursprünglich von den Supremes für ihr Album Reflections (1968) aufgenommen worden war.
Die zweite Single, I Can't Give Back the Love I Feel For You (Juni 1972), war eine Coverversion einer Single von Syreeta von 1967. Der dritte Versuch war die von Charles Fox und Norman Gimbel geschriebene Ballade Time For Me to Go im April 1973.
Keine dieser Platten war kommerziell erfolgreich. Berry Gordy fiel jedoch Ikedas organisatorisches Talent auf, woraufhin er sie fortan als Produktionsassistentin und in der Künstlerentwicklung einsetzte. Später war sie auch als Produzentin tätig. Daneben nahm sie weiterhin Demoaufnahmen und Begleitgesang für andere Künstler auf, darunter für die Jackson Five und Lionel Richie.
Ikeda verließ Motown 1985.

## Diskografie

### Singles
- 1971: Zip-a-Dee-Doo-Dah / Bah-Bah-Bah (MW 5004)
- 1972: I Can't Give Back the Love I Feel For You / Mind, Body & Soul (MW 5017)
- 1973: Time For Me to Go / Zip-a-Dee-Doo-Dah  (M 1237)

### Andere Projekte
- 1973: Album Diana & Marvin (Diana Ross und Marvin Gaye): Produktionsassistenz und -koordination
- 1975: Album A Song for You (The Temptations): Produktion
- 1980: Album José Feliciano (José Feliciano): Produktion
- 1982: Album Reunion (The Temptations): Produktion
- 1983: Album Commodores 13 (Commodores): Projektmanagement
- 1986: Album Dancing on the Ceiling (Lionel Richie): Begleitgesang, Produktionsassistenz